# Brachytria angulata
Brachytria angulata là một loài bọ cánh cứng trong họ Cerambycidae.